# Plaggen

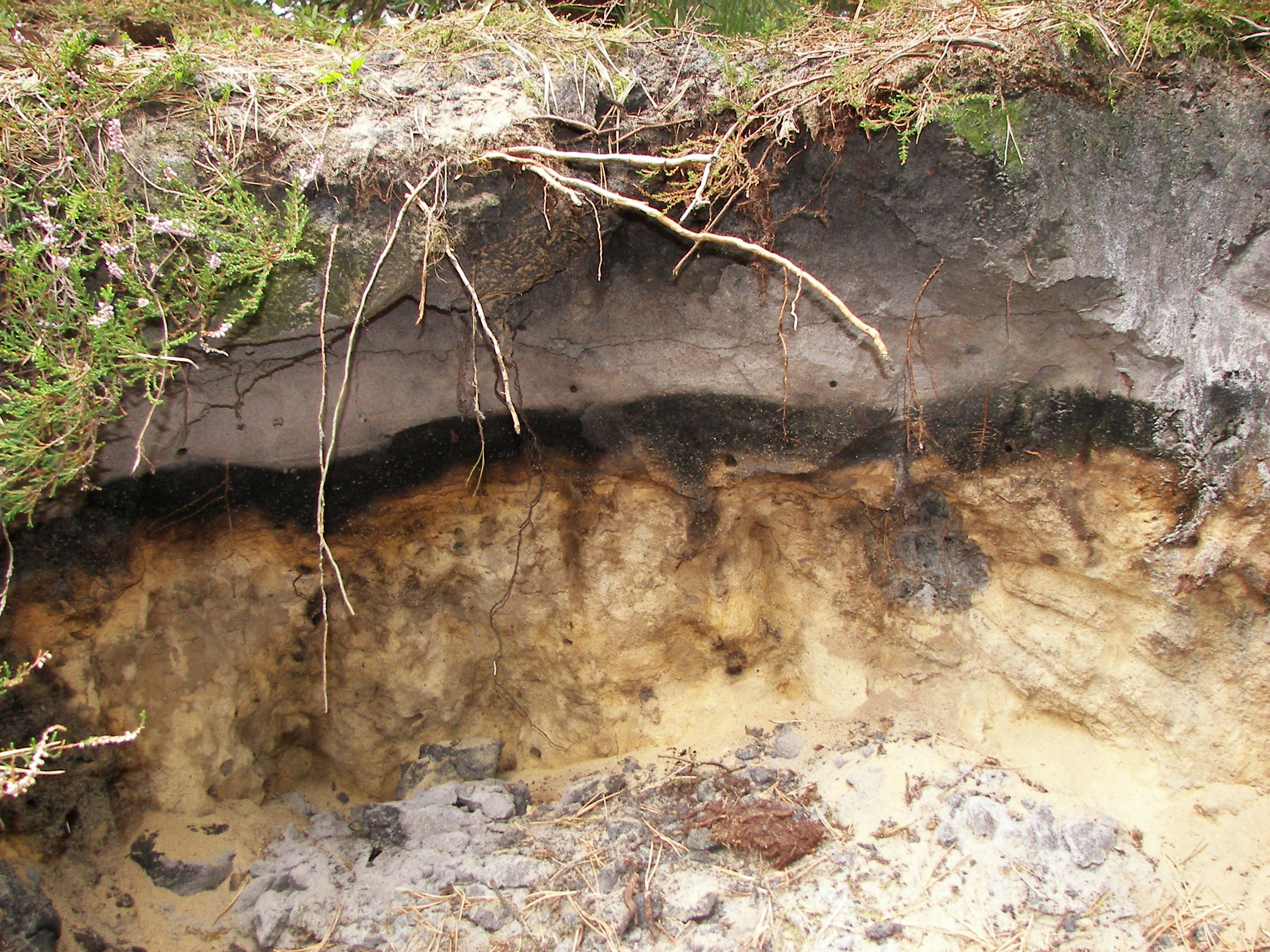
Bodemprofiel van heidegrond. De bovenste laag met planten en wortels is de zode

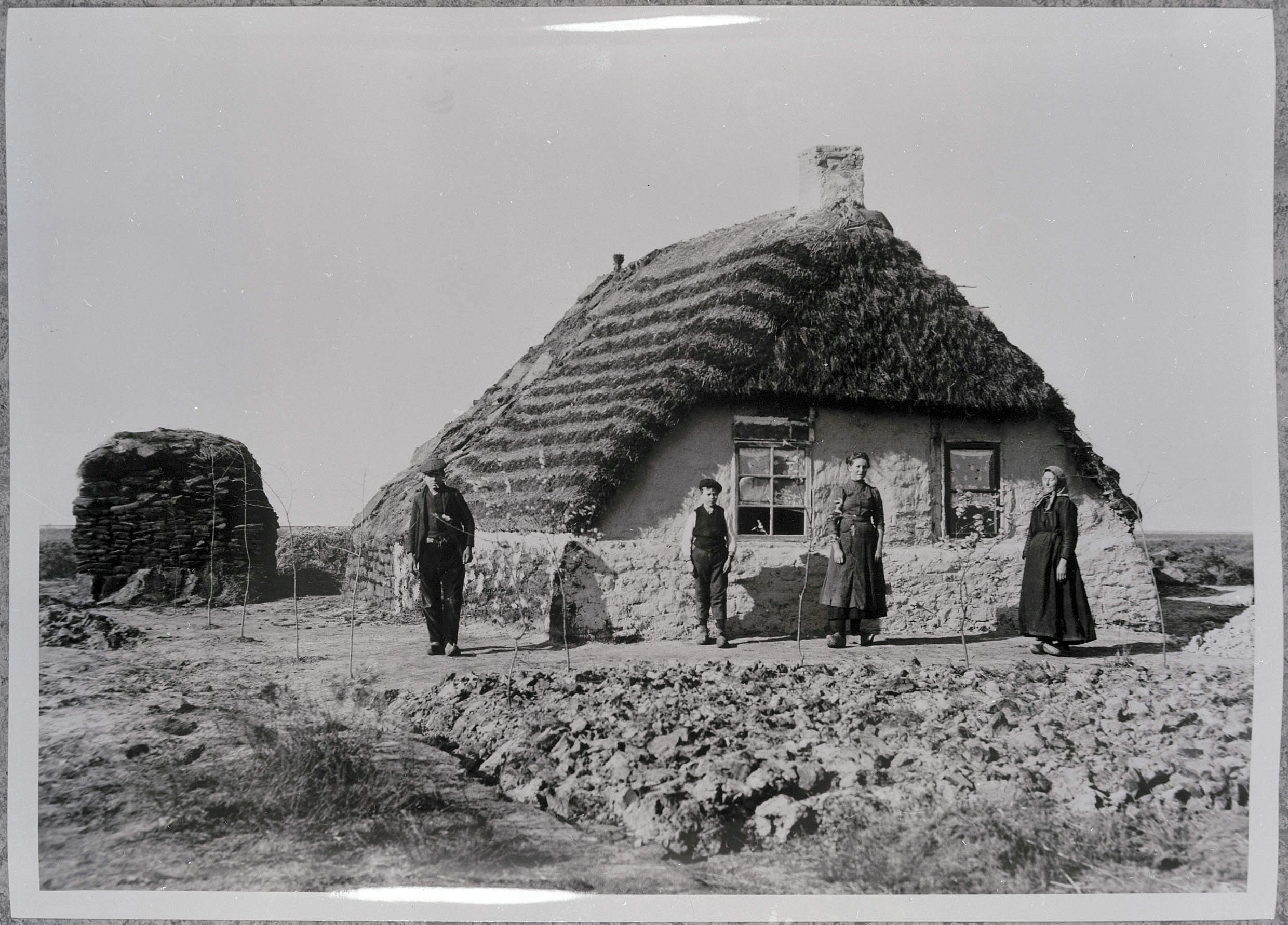
Plaggenhut met links een stapel plaggen, Ruinen 1920

Plaggen is het verwijderen van de bovenste grondlaag met begroeiing. Een uitgestoken zode van planten plus beworteling is een plag. Het afplaggen van heidegronden was eeuwenlang een belangrijk onderdeel van de potstalcultuur.

## Historisch gebruik
Op de heide verzamelde plaggen werden gebruikt als ondergrond voor de dieren in potstallen en schaapskooien. Dikke plaggen won men met een plaggenhak terwijl een dunne heideplag werd verkregen door met een vlijmscherpe plaggenzicht de heidewortels af te snijden nadat met behulp van een plaggenhaak de zode iets was opgetild.
De plaggen werden als strooisel in de stal gelegd en zo met dierlijke uitwerpselen tot compost vermengd die ten slotte jaarlijks naar de akker op de es werd gebracht ter bemesting. Plaggen uit de vruchtbare beekgronden konden rechtstreeks op de landbouwgronden worden verspreid. Hierdoor ontstond gedurende eeuwen een dikke laag grond waarop landbouw steeds mogelijk bleef; het esdek. In bodemkundig opzicht spreekt men wel van enkeerdgrond.
Plaggenbemesting kwam in Noordwest-Europa vooral voor op arme zandgronden, vanaf de late middeleeuwen tot de komst van de kunstmest aan het eind van de 19e eeuw. In Drenthe kwam plaggenbemesting pas vanaf de 16e eeuw op gang. De historisch-geograaf Theo Spek wist de mythe te ontkrachten dat de essen 1 millimeter per jaar opgehoogd zouden zijn geworden. De groei was veel diverser, en vaak minder, want alleen het gebruik van dikke gestoken plaggen met voldoende zand eraan zorgden voor ophoging van de akker.
Goed doorwortelde en plantenrestrijke vierkante plaggen werden gedroogd ook op grote schaal gebruikt als materiaal voor de bouw van plaggenhutten en als isolatiemateriaal. Venige plaggen, schadden genoemd, waren geschikt als brandstof. Men noemde dit ook wel heiturf. Met imsplaggen dekte de imker zijn korven af om de bijenvolken 'in te winteren'.

## Natuurbeheer

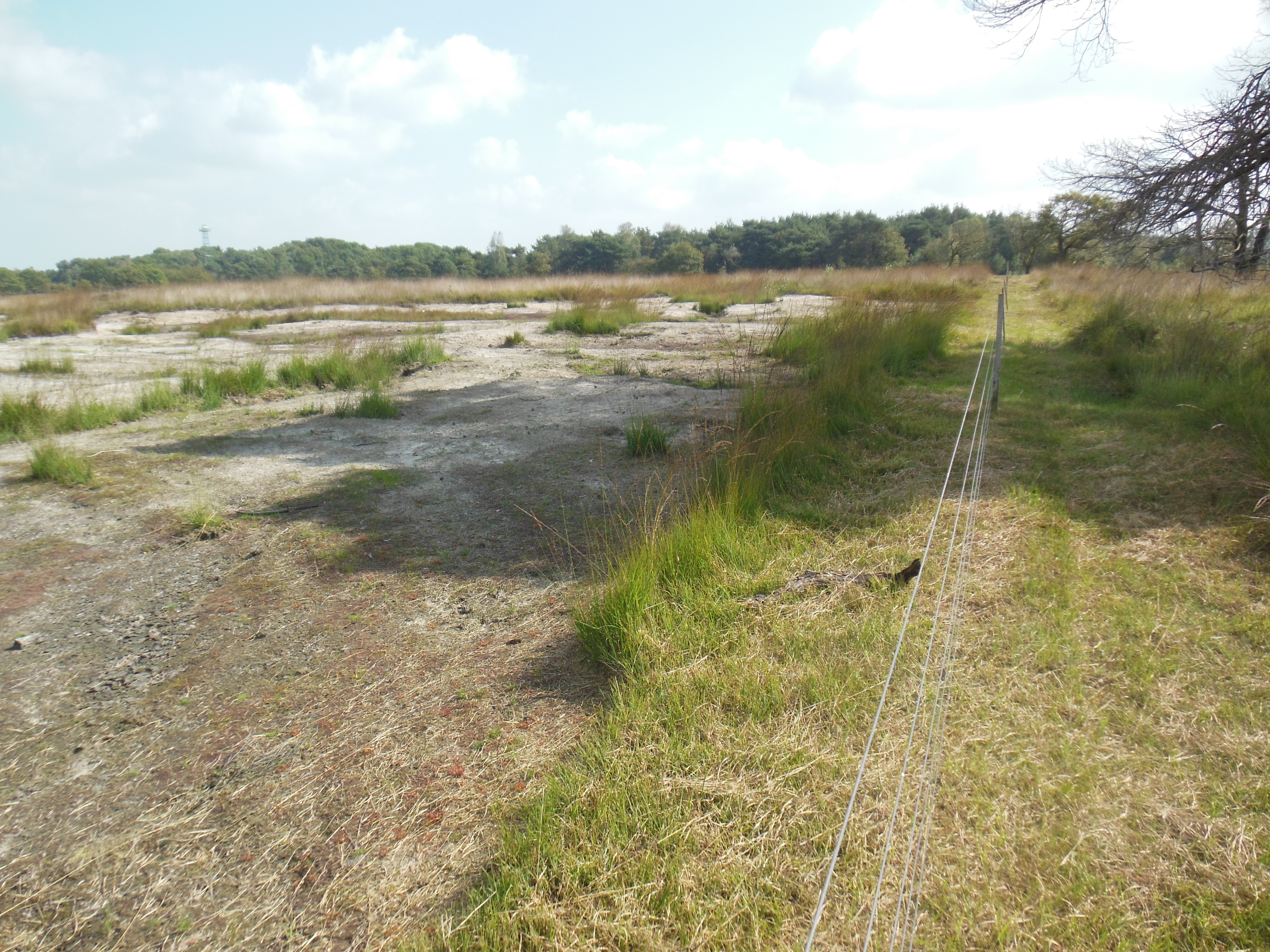
Geplagd deel van de Kalmthoutse Heide

Intensief plaggen en maaien was vroeger, naast begrazing, een belasting voor de voorspoedige groei van de heide. In oude markeboeken komen bepalingen voor over het zorgvuldig omgaan met de heidevelden. Een niet denkbeeldig gevaar was dat heidegebieden door te intensieve exploitatie in zandstuifvlaktes zouden veranderen. Anno 2010 is plaggen een veel gebruikte beheermaatregel, die veelal machinaal gebeurt. Het dient om de heidevegetatie te verjongen. Door het plaggen verdwijnt de strooisellaag en de onnatuurlijk verrijkte of vervuilde bovenste laag van de bodem waardoor de grond armer wordt aan voedingsstoffen. Dit geeft pioniervegetatie en heide de kans om opnieuw tot ontwikkeling te komen. Bij oudere heidevelden kan per plagbeurt 800 kg stikstof per hectare worden verwijderd. Hierdoor is eenmaal per tien jaar plaggen voldoende effectief. Minder ingrijpende beheersmaatregelen zijn begrazing en bemaaiing.
Heidegebied is een bijzonder type halfnatuurlijk cultuurlandschap dat zonder beheer snel zal vergrassen en verbossen. Ook in bijvoorbeeld groene duingebieden kan door plaggen een meer gevarieerde vegetatie worden verkregen. Bij handmatig werken is selectief plaggen mogelijk, maar meestal wordt gebruikgemaakt van machines en dan is dat nauwelijks het geval. Het heeft de voorkeur een gebied dan in parten, verdeeld over een reeks van jaren, te bewerken. Een gebied kan ook afgeplagd worden om het maaiveld dichter bij het grondwater te brengen. Er ontstaat dan een voor de diversiteit van flora en fauna in een natuurgebied vaak gewenste vochtiger bodem. Als er dieper dan de zode dik is geplagd wordt, is het afgraven en noemt men het ontgronden.

### Nadelen plaggen
Voor de fauna op de heide kan plaggen een bedreiging zijn omdat veel reptielen oude structuurrijke heide prefereren. Adders hebben in een heidegebied vaak een voorkeur voor stukken die vergrast zijn door het pijpenstrootje. Als het plaggen kleinschalig en niet al te vaak gebeurt, is het negatieve effect op de fauna gering. Er zijn echter steeds meer bedenkingen tegen het verwijderen van de zode over grote oppervlakten. Vaak heeft drukbegrazing, maaien en afvoeren of chopperen de voorkeur. Die werkwijzen zijn minder verstorend voor flora en fauna.
Archeologen hebben vaak hun bedenkingen tegen het afplaggen omdat het (pre-)historische sporen kan beschadigen.